# Suècia al Festival de la Cançó d'Eurovisió 2012
| Edició                   | 2012                                                                 |
| Televisio(ns) implicades | SVT                                                                  |
| Nom de la preselecció    | Melodifestivalen                                                     |
| Dates                    | Des del 4 de febrer fins al 10 de març de 2012 (final).              |
| Format                   | Festival obert. Consta de 4 semifinals, una repesca i la gran final. |
| Presentadors             | Gina Dirawi, Sarah Down Finer i Helena Bergström                     |
| Nombre de participants   | 32 a la fase final televisada                                        |

L'ens suec SVT torna a organitzar el seu històric Melodifestivalen, però introduint alguns petits canvis.

## Organització
La fase final comptarà, com és habitual els darrers anys, amb 32 participants:
- 16 escollits pel jurat de l'event, d'entre totes les propostes enviades fins al 20 de setembre de 2011, que en total han estat 3.485.
- 15 convidats per la mateixa SVT.
- l'anomenat "webjoker", escollit d'entre les 570 propostes penjades al web de la SVT.

Les dates i seus de les sis gales de què consta el Melodifestivalen són les següents:
- Semifinal 1: tindrà lloc el 4 de febrer de 2012 a Växjö.
- Semifinal 2: tindrà lloc l'11 de febrer de 2012 a Göteborg.
- Semifinal 3: tindrà lloc el 18 de febrer de 2012 a Leksand.
- Semifinal 4: tindrà lloc el 25 de febrer de 2012 a Malmö.
- Andra Chansen (Repesca): tindrà lloc el 3 de març de 2012 a Nyköping.
- Final: tindrà lloc el 10 de març de 2012 a Estocolm.

Per la seva banda, la final per escollir el "webjoker" va tenir lloc el 7 de novembre de 2011.

## Candidats
Candidats anunciats:
- Maria BenHajji (webjoker) - I mina drömmar
- Loreen - Euphoria
- The Moniker - I want to be Chris Isaak
- Thorsten Flinck & Revolutionsorkestern - Jag reser mig igen
- Dead by April - Mystery
- Abalone Dots - På väg
- Marie Serneholt - Salt & pepper
- Sean Banan - Sean den förste banan
- Afro-Dite (representants sueques al Festival de 2002) - The boy can dance
- Andreas Lundstedt - Aldrig aldrig
- Top Cats - Baby doll
- Mimi Oh - Det går för långsamt
- Thomas Di Leva - Ge aldrig upp
- Sonja Aldén - I din himmel
- David Lindgren - Shout it out
- Ulrik Munther - Soldiers
- Timoteij - Stormande hav
- Mattias Andréasson - Förlåt mig
- Love Generation - Just a little bit
- Andreas Johnson - Lovelight
- Björn Ranelid feat. Sara Li - Mirakel
- Carolina Wallin Pérez - Sanningen
- Molly Sandén - Why am I crying
- Youngblood - Youngblood
- OPA - Allting blir bra igen
- Danny Saucedo (subcampió del Melodifestivalen de 2011) - Amazing
- Lotta Engberg & Christer Sjögren - Don't let me down
- Hanna Lindblad - Goosebumps
- Axel Algmark - Kyss mig
- Dynazty - Land of broken dreams
- Charlotte Perrelli (guanyadora del Festival de 1999) - The girl
- Lisa Miskovsky - Why start a fire

## Resultats
- Final de l'elecció del "webjoker": 7 de novembre de 2011

- Maria BenHajji - I mina drömmar - guanyadora i qualificada pel Melodifestivalen
- David Nestander - Beautiful love
- Bowties - Need to know
- Caroline Coquard - Ingenting, ingen
- Trison - Forever by your side
- Grand Slam - All day all night
- A heartbeat away
- Never Alone - Marilyn Monroe